# Blato na Cetini
Blato na Cetini (anteriorment Blato od Radobilje) és un poble del municipi d'Omiš (Split-Dalmàcia, Croàcia) que es troba al marge del riu Cetina. El 2011 tenia 465 habitants. El nom del poble significa 'fang del Cetina'.